# Julien Ictoi
Julien Ictoi est un footballeur international guadeloupéen né le 22 mars 1978 à Poissy, en France. Actuellement en Championnat de Guadeloupe avec le CS Moulien, il peut jouer au poste de défenseur ou d'ailier.

## Palmarès
Pacy Vallée-d'Eure Football
- Championnat de France Amateur : 2008 (Groupe A)

 CS Moulien
- Championnat de Guadeloupe : 2011